# Хокеј на леду за мушкарце на Зимским олимпијским играма 2014.
Олимпијски турнир у хокеју на леду за мушкарце на Зимским олимпијским играма 2014. одржаним у Сочију у Русији, одржавао се у периоду од 8. до 23. фебруара 2014. године. Утакмице су се играле у две дворане, у Бољшој арени капацитета 12.000 места и у Шајба арени капацитета 7.000 седећих места. Учествовало је укупно 12 репрезентација и 300 хокејаша (максимално по 25 играча по тиму), а по пети пут у низу учешће на турниру су узели и играчи из најјаче хокејашке лиге на свету НХЛ-а. Одиграно је укупно 30 утакмица и постигнут је 141 гол, или 4,7 голова по утакмици. Утакмице је у просеку гледало 8.173 гледаоца, док је на свим мечевима забележено присуство 245.200 гледалаца.
Репрезентација Канаде са успехом је одбранила титулу освојену на домаћем терену у Ванкуверу 4 године раније. Канађани, који су са сигурних 3:0 у финалу победили репрезентацију Шведске, дошли су тако до свог укупно 9. наслова олимпијског победника у историји. На тај начин Канађани су постали тек друга репрезентација у историји мушког олимпијског хокеја која је са успехом одбранила титулу (после Совјетског Савеза који је то учинио 1988) и први тим после Игара 1984. који је турнир завршио без пораза. Међутим са свега 17 постигнутих погодака у 6 утакмица, екипа Канаде је поставила рекорд као победник са најмање постигнутих голова. Бронзану медаљу освојили су репрезентативци Финске који су у утакмици за треће место савладали селекцију Сједињених Држава са убедљивих 5:0. На олимпијском турниру дебитовала је селекција Словеније.
За најкориснијег играча турнира проглашено је десно крило репрезентације Финске Тему Селене који је у моменту одигравања утакмице за треће место имао 43 године и 234 дана чиме је постао и најстаријим освајачем олимпијске медаље у историји овог спорта. За најбољег нападача турнира проглашен је Американац Фил Кесел, најбољи одбрамбени играч је Ерик Карлсон из Шведске, док је за најбољег голмана проглашен Канађанин Кери Прајс.
Центар репрезентације Летоније Виталиј Павлов био је позитиван на допинг тесту на забрањени стимуланс метилхексанамин и аутоматски је избачен са олимпијског турнира. Швеђанин Никлас Бекстрем је накнадно ослобођен оптужби за допинг и крајем године му је уручена сребрна олимпијска медаља.

## Квалификације
Квалификациони процес за учешће на Играма у Сочију одвијао се у две фазе. У првој фази која је обухватала период између Светског првенства 2009. и Светског првенства 2012. бодовали су се резултати свих селекција, а право директног учешћа на олимпијском турниру остварило је 9 најбоље пласираних селекција на ИИХФ ранг листи на дан 20. маја 2012. године. Репрезентације које су на истој листи биле пласиране од 10. до 30. места бориле су се за преостале три позиције кроз додатне квалификације које су се одвијале у две фазе од 17. септембра 2012. до 10. фебруара 2013. године.
|  | Пласирали се на Олимпијске игре      |
|  | Домаћин Олимпијских игара            |
|  | Нису се пласирали на Олимпијске игре |

| Ранк | Репрезентација   | СП 2012. (100%) | СП 2011. (75%) | СП 2010. (50%) | ЗОИ 2010. (50%) | СП 2009. (25%) | Укупно |
| ---- | ---------------- | --------------- | -------------- | -------------- | --------------- | -------------- | ------ |
| 1    | Русија           | 1200            | 825            | 580            | 520             | 300            | 3425   |
| 2    | Финска           | 1100            | 900            | 520            | 560             | 265            | 3345   |
| 3    | Чешка            | 1120            | 840            | 600            | 510             | 260            | 3330   |
| 4    | Шведска          | 1040            | 870            | 560            | 530             | 280            | 3280   |
| 5    | Канада           | 1060            | 795            | 510            | 600             | 290            | 3235   |
| 6    | Словачка         | 1160            | 705            | 450            | 550             | 235            | 3100   |
| 7    | Сједињене Државе | 1020            | 750            | 440            | 580             | 275            | 3065   |
| 8    | Норвешка         | 1000            | 780            | 480            | 470             | 230            | 2960   |
| 9    | Швајцарска       | 920             | 720            | 530            | 500             | 240            | 2910   |
| 10   | Немачка          | 900             | 765            | 550            | 460             | 210            | 2885   |
| 11   | Летонија         | 940             | 660            | 460            | 450             | 255            | 2765   |
| 12   | Данска           | 880             | 690            | 500            | 420             | 220            | 2710   |
| 13   | Белорусија       | 860             | 645            | 470            | 480             | 250            | 2705   |
| 14   | Француска        | 960             | 675            | 430            | 370             | 225            | 2660   |
| 15   | Аустрија         | 780             | 630            | 400            | 440             | 215            | 2465   |
| 16   | Италија          | 840             | 585            | 420            | 400             | 195            | 2440   |
| 17   | Казахстан        | 820             | 600            | 410            | 410             | 200            | 2440   |
| 18   | Словенија        | 800             | 615            | 390            | 380             | 190            | 2375   |

| Турнир | Датум                          | Локација           | Квота | Квалификовани                                                                       |
| --- | ------------------------------ | ------------------ | ----- | ----------------------------------------------------------------------------------- |
| ИИХФ Ранг листа базирана на: Светско првенство 2009. ЗОИ 2010. Светско првенство 2010. Светско првенство 2011. Светско првенство 2012. | 6. април 2009. – 20. мај 2012. |                    | 9     | Русија · Финска · Чешка · Шведска · Канада · Словачка · САД · Норвешка · Швајцарска |
| Квалификациони турнир 1 | 7–10. фебруар 2013.            | Битигхајм-Бисинген | 1     | Аустрија                                                                            |
| Квалификациони турнир 2 | 7–10. фебруар 2013.            | Рига               | 1     | Летонија                                                                            |
| Квалификациони турнир 3 | 7–10. фебруар 2013.            | Војенс             | 1     | Словенија                                                                           |
| Укупно |                                |                    | 12    |                                                                                     |

Репрезентација Србије као једна од 4 најслабије рангирана тима у квалификацијама учествовала је на прелиминарном квалификационом турниру у Загребу, играном од 17. до 19. септембра 2012. године, заједно са селекцијама Мексика, Израела и Хрватске. Србија је на том турниру заузела 3. место, а у даље квалификације прошла је селекција домаћина.

## Судије
Процес делегирања судија за мушки хокејашки турнир заједно су обавили Међународна хокејашка федерација и борд националне хокејашке лиге, а са подручја Северне Америке делегиране су искључиво судије из НХЛ лиге. „Правду“ на олимпијском турниру делило је укупно 14 главних и 14 линијских судија:
| - Ларс Бригеман - Данијел Пихачек - Кевин Полок - Кели Сатерленд - Дејв Џексон - Мајк Лего - Бред Мајер | - Тим Пил - Јан Волш - Антоњин Јержабек - Владимир Шиндлер - Константин Олењин - Јури Рен - Маркус Винерборг |

| - Дерек Амел - Лони Камерон - Крис Карлсон - Грег Деворски - Марк Вилер - Џеси Вилмот - Бред Ковачик | - Иван Дедјуља - Томи Џорџ - Енди Макелман - Крис Вудворт - Андре Шрадер - Сакари Суоминен - Мирослав Валах |

## Сатница
|  |  |  |  |  | ГФ | ГФ | ГФ | ГФ | ГФ |  | Б1/4 | 1/4 |  | 1/2 | БМ | Ф | 1 |

|  | Групна фаза |  | Б1/4 - бараж за четвртфинале |  | Четвртфинале |  | Полуфинале |  | Финале и меч за бронзу |

## Групна фаза
У групној фази такмичења све репрезентације су биле подељене у 3 групе са по 4 тима, а играло се по једнокружном бод систему у три кола. Првопласиране селекције из све три групе и најбоља другопласирана екипа обезбедиле су директан пласман у четвртфинале, док су остале екипе разигравале кроз бараж за преостала 4 места у четвртфиналу. Победа у регуларном делу утакмице вреднована је са 3 поена, победа након продужетка или пенала носила је 2, а пораз 1 бод. Пораз у регуларном делу утакмице није доносио бодове. У случају да је два или више тимова имало исти број бодова предност на табели имала је екипа која је била боља у међусобним дуелима. У случају да је и тај параметар идентичан даље је одлучивала боља гол разлика у директним огледима, затим број постигнутих голова и на крају пласман на ИИХФ ранг листи.
Директан пласман у четвртфинале кроз групну фазу обезбедиле су селекције Шведске, Сједињених Држава и Канаде као победници група, и Финска као најбоља другопласирана селекција. У овој фази такмичења одиграно је укупно 18 утакмица.

### Група А
Сатница је по локалном времену UTC+4.
| 13. фебруар 2014. 16:30 | Русија | 5 : 2 (2:0, 1:2, 2:0) | Словенија | Ледена дворана Бољшој, Сочи Посетилаца: 11.653 |

| Извор | Извор                       | Извор                                                                       | Извор          | Извор                                                                         |
| --- | --------------------------- | --------------------------------------------------------------------------- | -------------- | ----------------------------------------------------------------------------- |
| | Семјон Варламов             | Голмани                                                                     | Роберт Кристан | Судије Дејв Џексон Владимир Шиндлер Линијске судије Луни Камерон Крис Карлсон |
| Александар Овечкин — 01:17 (Ј. Малкин, А. Сјемин) Јевгениј Малкин — 03:54 (А. Овечкин, Ј. Медведев) Иља Коваљчук (5х4) — 37:48 (Ј. Малкин, А. Радулов) Валериј Ничушкин — 43:59 (А. Терешћенко) Антон Белов — 47:53 (Н. Никитин, А. Терешћенко) | 1:0 2:0 2:1 3:1 3:2 4:2 5:2 | 21:43 — Жига Јеглич (М. Робар) 38:52 — Жига Јеглич (Р. Саболич, А. Копитар) |                | Судије Дејв Џексон Владимир Шиндлер Линијске судије Луни Камерон Крис Карлсон |
| 6 мин | Искључења                   | 6 мин                                                                       |                | Судије Дејв Џексон Владимир Шиндлер Линијске судије Луни Камерон Крис Карлсон |
| 35 | Шутеви на гол               | 14                                                                          |                | Судије Дејв Џексон Владимир Шиндлер Линијске судије Луни Камерон Крис Карлсон |

| 13. фебруар 2014. 16:30 | Словачка | 1 : 7 (0:1, 1:6, 0:0) | САД | Шајба арена, Сочи Посетилаца: 4.119 |

| Извор                              | Извор                                                  | Извор | Извор        | Извор                                                                      |
| ---------------------------------- | ------------------------------------------------------ | --- | ------------ | -------------------------------------------------------------------------- |
|                                    | Јарослав Галак — 00:00-33:30 Петер Будај — 33:30-60:00 | Голмани | Џонатан Куик | Судије Антоњин Јержабек Кевин Полок Линијске судије Марк Велер Џеси Вилмот |
| Томаш Татар — 20:24 (Маријан Хоса) | 0:1 :1 1:2 1:3 1:4 1:5 1:6 1:7                         | 14:27 — Џон Карлсон (Ф. Кессел, Џ. ван Римсдајк) 21:26 — Рајан Кеслер (П. Кејн) 22:32 — Пол Штјастн (М. Пачиоретти, Т.Џ. Оши) 28:16 — Дејвид Бэјкс (Ф. Кессел) 33:30 — Пол Штјасти (К. Шатенкирк, Т.Џ. Оши) 34:20 — Фил Кесел (Р. Кеслер, Џ. ван Римсдајк) 35:17 — Дастин Браун (Дж. Карлсон, П. Кейн) |              | Судије Антоњин Јержабек Кевин Полок Линијске судије Марк Велер Џеси Вилмот |
| 4 мин                              | Искључења                                              | 2 мин |              | Судије Антоњин Јержабек Кевин Полок Линијске судије Марк Велер Џеси Вилмот |
| 23                                 | Шутеви на гол                                          | 33 |              | Судије Антоњин Јержабек Кевин Полок Линијске судије Марк Велер Џеси Вилмот |

| 15. фебруар 2014. 12:00 | Словачка | 1 : 3 (0:0, 0:0, 1:3) | Словенија | Ледена дворана Бољшој, Сочи Посетилаца: 7.438 |

| Извор                                            | Извор           | Извор | Извор          | Извор                                                                    |
| ------------------------------------------------ | --------------- | --- | -------------- | ------------------------------------------------------------------------ |
|                                                  | Јарослав Галак  | Голмани | Роберт Кристан | Судије Константин Олењин Тим Пил Линијске судије Дерек Амел Иван Дедјуља |
| Томаш Јурчо (5х4) — 59:42 (Т. Заборски, З. Хара) | 0:1 0:2 0:3 1:3 | 43:23 — Рок Тичар (5х4) (Ж. Јеглич, Р. Саболич) 48:59 — Томаж Разингар (Ј. Урбас, М. Родман) 49:22 — Анже Копитар (Ј. Муршак) |                | Судије Константин Олењин Тим Пил Линијске судије Дерек Амел Иван Дедјуља |
| 8 мин                                            | Искључења       | 10 мин |                | Судије Константин Олењин Тим Пил Линијске судије Дерек Амел Иван Дедјуља |
| 28                                               | Шутеви на гол   | 31 |                | Судије Константин Олењин Тим Пил Линијске судије Дерек Амел Иван Дедјуља |

| 15. фебруар 2014. 16:30 | САД | 3:2 (пен) (0:0, 1:1, 1:1, 0:0, 1:0) | Русија | Ледена дворана Бољшој, Сочи Посетилаца: 11.678 |

| Извор | Извор              | Извор                                                                               | Извор            | Извор                                                                        |
| --- | ------------------ | ----------------------------------------------------------------------------------- | ---------------- | ---------------------------------------------------------------------------- |
| | Џонатан Куик       | Голмани                                                                             | Сергеј Бобровски | Судије Бред Мајер Маркус Винерборг Линијске судије Грег Деворски Џеси Вилмот |
| Кем Фаулер (5х4) — 36:34 (Џ. ван Римсдајк, Ф. Кесел) Џо Павелски (5х4) — 49:27 (П. Кејн, К. Шатенкирк) Ти Џеј Оши (поб. пенал) — 65:00 | 0:1 :1 2:1 2:2 3:2 | 29:15 — Павел Дацјук (А. Марков, А. Радулов) 52:44 — Павел Дацјук (5х4) (А. Марков) |                  | Судије Бред Мајер Маркус Винерборг Линијске судије Грег Деворски Џеси Вилмот |
| 12 мин | Искључења          | 10 мин                                                                              |                  | Судије Бред Мајер Маркус Винерборг Линијске судије Грег Деворски Џеси Вилмот |
| 34 | Шутеви на гол      | 31                                                                                  |                  | Судије Бред Мајер Маркус Винерборг Линијске судије Грег Деворски Џеси Вилмот |

| 16. фебруар 2014. 16:30 | Русија | 1 : 0 (пен) (0:0, 0:0, 0:0, 0:0, 1:0) | Словачка | Ледена дворана Бољшој, Сочи Посетилаца: 11.097 |

| Извор                                    | Извор           | Извор   | Извор    | Извор                                                                           |
| ---------------------------------------- | --------------- | ------- | -------- | ------------------------------------------------------------------------------- |
|                                          | Семјон Варламов | Голмани | Јан Лацо | Судије Ларс Бругеман Кели Сандерленд Линијске судије Крис Карлсон Енди Макелман |
| Александар Радулов (поб. пенал.) — 65:00 | 1:0             |         |          | Судије Ларс Бругеман Кели Сандерленд Линијске судије Крис Карлсон Енди Макелман |
| 4 мин                                    | Искључења       | 10 мин  |          | Судије Ларс Бругеман Кели Сандерленд Линијске судије Крис Карлсон Енди Макелман |
| 37                                       | Шутеви на гол   | 27      |          | Судије Ларс Бругеман Кели Сандерленд Линијске судије Крис Карлсон Енди Макелман |

| 16. фебруар 2014. 16:30 | Словенија | 1 : 5 (0:2, 0:2, 1:1) | САД | Шајба арена, Сочи Посетилаца: 4.892 |

| Извор                                       | Извор                   | Извор | Извор       | Извор                                                               |
| ------------------------------------------- | ----------------------- | --- | ----------- | ------------------------------------------------------------------- |
|                                             | Лука Грачнар            | Голмани | Рајан Милер | Судије Мајк Лего Јури Рен Линијске судије Мирослав Валах Марк Вилер |
| Марцел Родман — 59:42 (Д. Родман, Ј. Урбас) | 0:1 0:2 0:3 0:4 0:5 1:5 | 01:04 — Фил Кесел (Џ. Павелски) 04:33 — Фил Кессел (Дж. Павелски, Б. Орпик) 31:05 — Фил Кесел (Џ. ван Римсдајк, Џ. Павелски) 32:17 — Рајан Макдона (Б. Вилер, Ти Џеј Оши) 43:26 — Дејвид Бејкс (Р. Келахан, Д. Браун) |             | Судије Мајк Лего Јури Рен Линијске судије Мирослав Валах Марк Вилер |
| 4 мин                                       | Искључења               | 6 мин |             | Судије Мајк Лего Јури Рен Линијске судије Мирослав Валах Марк Вилер |
| 18                                          | Шутеви на гол           | 28 |             | Судије Мајк Лего Јури Рен Линијске судије Мирослав Валах Марк Вилер |

| #  | Репрезентација | Ут | П | Ппр | Ипр | И | ГД | ГП | ГР  | Бод |
| -- | -------------- | -- | - | --- | --- | - | -- | -- | --- | --- |
| 1. | САД            | 3  | 2 | 1   | 0   | 0 | 15 | 4  | +11 | 8   |
| 2. | Русија         | 3  | 1 | 1   | 1   | 0 | 8  | 5  | +3  | 6   |
| 3. | Словенија      | 3  | 1 | 0   | 0   | 2 | 6  | 11 | −5  | 3   |
| 4. | Словачка       | 3  | 0 | 0   | 1   | 2 | 2  | 11 | −9  | 1   |

### Група Б
| 13. фебруар 2014. 12:00 | Финска | 8 : 4 (4:2, 2:0, 2:2) | Аустрија | Ледена дворана Бољшој, Сочи Посетилаца: 5.664 |

| Извор | Извор                                         | Извор | Извор              | Извор                                                                  |
| --- | --------------------------------------------- | --- | ------------------ | ---------------------------------------------------------------------- |
| | Тука Раск                                     | Голмани | Бернхард Штаркбаум | Судије Данијел Пихачек Јан Волш Линијске судије Томи Џорџ Бред Ковачик |
| Микаел Гранлунд — 05:15 (Т. Селјане, С. Ватанен) Сами Леписто — 11:23 (Ј. јокинен, Т. Руту) Олли Мјаттја — 19:25 (О. Јокинен) Јарко Имонен — 19:33 (Ј. Лехтерја, О. Вјанјанен) Јуси Јокинен — 21:43 (П. Контиола) Петри Контиола — 32:10 (М. Гранлунд) Јарко Имонен (5х4) — 51:25 (А. Барков, С. Ватанен) Микаел Гранлунд (5х4) — 58:25 (К. Тимонен, С. Ватанен) | 0:1 :1 1:2 :2 3:2 4:2 5:2 6:2 6:3 7:3 7:4 8:4 | 00:36 — Михаел Грабнер (М. Рафл) 09:19 — Томас Хундертпфунд (Т. Ванек, О. Зетцингер) 41:29 — Михаел Грабнер (М. Раффль, Б. Леблер) 54:22 — Михаел Грабнер (М. Тратниг, Б. Леблер) |                    | Судије Данијел Пихачек Јан Волш Линијске судије Томи Џорџ Бред Ковачик |
| 4 мин | Искључења                                     | 10 мин |                    | Судије Данијел Пихачек Јан Волш Линијске судије Томи Џорџ Бред Ковачик |
| 52 | Шутеви на гол                                 | 20 |                    | Судије Данијел Пихачек Јан Волш Линијске судије Томи Џорџ Бред Ковачик |

| 13. фебруар 2014. 21:00 | Канада | 3 : 1 (0:0, 2:0, 1:1) | Норвешка | Ледена дворана Бољшој, Сочи Посетилаца: 10.261 |

| Извор | Извор           | Извор                                   | Извор       | Извор                                                                             |
| --- | --------------- | --------------------------------------- | ----------- | --------------------------------------------------------------------------------- |
| | Кери Прајс      | Голмани                                 | Ларс Хауген | Судије Мајк Лего Маркус Винерборг Линијске судије Енди Макелман Кристофер Вудворт |
| Ши Вебер — 26:20 (Д. Кит, П. Бержерон) Џејми Бен — 35:19 (П. Бержерон, Д. Даути) Дру Даути — 41:47 (Р. Гецлаф, П. Марло) | 1:0 2:0 2:1 3:1 | 40:42 — Патрик Торесен (5х4) (М. Олимб) |             | Судије Мајк Лего Маркус Винерборг Линијске судије Енди Макелман Кристофер Вудворт |
| 10 мин | Искључења       | 6 мин                                   |             | Судије Мајк Лего Маркус Винерборг Линијске судије Енди Макелман Кристофер Вудворт |
| 38 | Шутеви на гол   | 20                                      |             | Судије Мајк Лего Маркус Винерборг Линијске судије Енди Макелман Кристофер Вудворт |

| 14. фебруар 2014. 21:00 | Канада | 6 : 0 (2:0, 4:0, 0:0) | Аустрија | Ледена дворана Бољшој, Сочи Посетилаца: 8.969 |

| Извор | Извор                   | Извор   | Извор                                                        | Извор                                                                            |
| --- | ----------------------- | ------- | ------------------------------------------------------------ | -------------------------------------------------------------------------------- |
| | Роберто Луонго          | Голмани | 00:00-40:00 — Бернхард Штаркбаум 40:00-60:00 — Матијас Ланге | Судије Дејв Џексон Константин Олењин Линијске судије Луни Камерон Мирослав Валах |
| Дру Даути — 05:24 (Џ. Тејвс) Ши Вебер — 10:12 (К. Пери, Р. Гецлаф) Џеф Картер — 22:39 (П. Марло, С. Кросби) Џеф Картер — 24:09 (П. Марло, А. Пеетранђело) Џеф Картер — 34:33 (П. Марло, Ш. Вебер) Рајан Гецлаф (4х5) — 36:48 | 1:0 2:0 3:0 4:0 5:0 6:0 |         |                                                              | Судије Дејв Џексон Константин Олењин Линијске судије Луни Камерон Мирослав Валах |
| 8 мин | Искључења               | 2 мин   |                                                              | Судије Дејв Џексон Константин Олењин Линијске судије Луни Камерон Мирослав Валах |
| 46 | Шутеви на гол           | 23      |                                                              | Судије Дејв Џексон Константин Олењин Линијске судије Луни Камерон Мирослав Валах |

| 14. фебруар 2014. 21:00 | Норвешка | 1 : 6 (0:3, 0:2, 1:1) | Финска | Шајба арена, Сочи Посетилаца: 3.018 |

| Извор                                                | Извор                                               | Извор | Извор         | Извор                                                                       |
| ---------------------------------------------------- | --------------------------------------------------- | --- | ------------- | --------------------------------------------------------------------------- |
|                                                      | Ларс Хауген — 00:00-20:00 Ларс Волден — 20:00-60:00 | Голмани | Кари Лехтонен | Судије Ларс Бругеман Кели Сатерленд Линијске судије Дерек Амел Крис Карлсон |
| Пер-Оге Скрједер (5х3) — 41:01 (М. Олимб, Ј. Холјес) | 0:1 0:2 0:3 0:4 0:5 1:5 1:6                         | 05:46 — Тему Селјане (С. Ватанен, К. Лехтонен) 06:51 — Лаури Корпикоски (О. Јокинен, О. Мјатја) 17:21 — Јори Лехтерја 28:03 — Лаури Корпикоски (О. Мјаттја, Т. Руту) 31:26 — Оли Јокинен (С. Сало, Т. Руту) 57:41 — Оли Мјатја (П. Контиола, К. Лехтонен) |               | Судије Ларс Бругеман Кели Сатерленд Линијске судије Дерек Амел Крис Карлсон |
| 6 мин                                                | Искључења                                           | 6 мин |               | Судије Ларс Бругеман Кели Сатерленд Линијске судије Дерек Амел Крис Карлсон |
| 21                                                   | Шутеви на гол                                       | 39 |               | Судије Ларс Бругеман Кели Сатерленд Линијске судије Дерек Амел Крис Карлсон |

| 16. фебруар 2014. 12:00 | Аустрија | 3:1 (2:0, 0:1, 1:0) | Норвешка | Ледена дворана Бољшој, Сочи Посетилаца: 6.882 |

| Извор | Извор           | Извор                                 | Извор       | Извор                                                                      |
| --- | --------------- | ------------------------------------- | ----------- | -------------------------------------------------------------------------- |
| | Матијас Ланге   | Голмани                               | Ларс Хауген | Судије Владимир Шиндлер Јан Волш Линијске судије Луни Камерон Андре Шредер |
| Михаел Грабнер — 04:27 (Т. Пек, Р. Лукас) Михаел Рафл (5х4) — 06:52 (М. Грабнер) Михаел Грабнер — 58:23 (Д. Велсер) | 1:0 2:0 2:1 3:1 | 28:05 — Пер-Оге Скрједер (П. Торесен) |             | Судије Владимир Шиндлер Јан Волш Линијске судије Луни Камерон Андре Шредер |
| 12 мин | Искључења       | 8 мин                                 |             | Судије Владимир Шиндлер Јан Волш Линијске судије Луни Камерон Андре Шредер |
| 27 | Шутеви на гол   | 35                                    |             | Судије Владимир Шиндлер Јан Волш Линијске судије Луни Камерон Андре Шредер |

| 16. фебруар 2014. 21:00 | Финска | 1 : 2 (пр) (0:1, 1:0, 0:0, 0:1) | Канада | Ледена дворана Бољшој, Сочи Посетилаца: 11.263 |

| Извор                                       | Извор         | Извор                                                                        | Извор      | Извор                                                                         |
| ------------------------------------------- | ------------- | ---------------------------------------------------------------------------- | ---------- | ----------------------------------------------------------------------------- |
|                                             | Тука Раск     | Голмани                                                                      | Кери Прајс | Судије Антоњин Јержабек Кевин Полок Линијске судије Иван Дедхуља Бред Ковачик |
| Туомо Руту — 38:00 (Ј. Јокинен, О. Вананен) | 0:1 :0 1:2    | 13:44 — Дру Даути (5х4) (Ш. Веэбер, С. Кросби) 62:32 — Дру Даути (Џ. Картер) |            | Судије Антоњин Јержабек Кевин Полок Линијске судије Иван Дедхуља Бред Ковачик |
| 2 мин                                       | Искључења     | 2 мин                                                                        |            | Судије Антоњин Јержабек Кевин Полок Линијске судије Иван Дедхуља Бред Ковачик |
| 15                                          | Шутеви на гол | 27                                                                           |            | Судије Антоњин Јержабек Кевин Полок Линијске судије Иван Дедхуља Бред Ковачик |

| #  | Репрезентација | Ут | П | Ппр | Ипр | И | ГД | ГП | ГР  | Бод |
| -- | -------------- | -- | - | --- | --- | - | -- | -- | --- | --- |
| 1. | Канада         | 3  | 2 | 1   | 0   | 0 | 11 | 2  | +9  | 8   |
| 2. | Финска         | 3  | 2 | 0   | 1   | 0 | 15 | 7  | +8  | 7   |
| 3. | Аустрија       | 3  | 1 | 0   | 0   | 2 | 7  | 15 | −8  | 3   |
| 4. | Норвешка       | 3  | 0 | 0   | 0   | 3 | 3  | 12 | −10 | 0   |

### Група Ц
| 12. фебруар 2014. 21:00 | Чешка | 2 : 4 (0:2, 2:2, 0:0) | Шведска | Ледена дворана Бољшој, Сочи Посетилаца: 11.419 |

| Извор                                                                            | Извор                                                     | Извор | Извор            | Извор                                                                              |
| -------------------------------------------------------------------------------- | --------------------------------------------------------- | --- | ---------------- | ---------------------------------------------------------------------------------- |
|                                                                                  | Јакуб Коварж — 00:00-20:51 Александар Салак — 20:51-60:00 | Голмани | Хенрик Лундквист | Судије Константин Олењин Кели Сатерленд Линијске судије Иван Дедјуља Грег Деворски |
| Марек Жидлицки — 28:12 (П. Елиаш) Јаромир Јагр — 30:01 (Т. Плеканец, Т. Каберле) | 0:1 0:2 0:3 0:4 1:4 2:4                                   | 10:07 — Ерик Карлсон (О. Екман-Ларсон, А. Стин) 13:17 — Патрик Берглунд (О. Екман-Ларссон, Х. Лундквист) 20:51 — Хенрик Зетерберг (Г. Ландеског, Н. Крунвал) 24:07 — Ерик Карлсон (5х4) (Д. Седин, Н. Бекстрем) |                  | Судије Константин Олењин Кели Сатерленд Линијске судије Иван Дедјуља Грег Деворски |
| 10 мин                                                                           | Искључења                                                 | 10 мин |                  | Судије Константин Олењин Кели Сатерленд Линијске судије Иван Дедјуља Грег Деворски |
| 29                                                                               | Шутеви на гол                                             | 25 |                  | Судије Константин Олењин Кели Сатерленд Линијске судије Иван Дедјуља Грег Деворски |

| 12. фебруар 2014. 21:00 | Летонија | 0 : 1 (0:0, 0:0, 0:1) | Швајцарска | Шајба арена, Сочи Посетилаца: 5.116 |

| Извор  | Извор            | Извор                           | Извор       | Извор                                                                      |
| ------ | ---------------- | ------------------------------- | ----------- | -------------------------------------------------------------------------- |
|        | Едгарс Масалскис | Голмани                         | Јонас Хилер | Судије Ларс Бругеман Бред Мајер Линијске судије Дерек Амел Сакари Суоминен |
|        | 0:1              | 59:52 — Симон Мозер (М. Штрајт) |             | Судије Ларс Бругеман Бред Мајер Линијске судије Дерек Амел Сакари Суоминен |
| 10 мин | Искључења        | 6 мин                           |             | Судије Ларс Бругеман Бред Мајер Линијске судије Дерек Амел Сакари Суоминен |
| 21     | Шутеви на гол    | 39                              |             | Судије Ларс Бругеман Бред Мајер Линијске судије Дерек Амел Сакари Суоминен |

| 14. фебруар 2014. 12:00 | Чешка | 4 : 2 (2:1, 2:1, 0:0) | Летонија | Ледена дворана Бољшој, Сочи Посетилаца: 5.831 |

| Извор | Извор                   | Извор                                                                                   | Извор            | Извор                                                           |
| --- | ----------------------- | --------------------------------------------------------------------------------------- | ---------------- | --------------------------------------------------------------- |
| | Ондржеј Павелец         | Голмани                                                                                 | Едгарс Масалскис | Судије Тим Пил Јури Рен Линијске судије Андре Шредер Марк Велер |
| Мартин Ерат — 10:10 (Д. Крејчи, А. Гемски) Јаромир Јагр (5х4) — 19:29 (М. Жидлицки, Т. Плеканец) Јакуб Ворачек — 27:06 (З. Михалек) Марек Жидлицки — 37:02 (М. Ганзал, П. Недвед) | 1:0 1:1 2:1 2:2 3:2 4:2 | 13:05 — Јанис Спруктс (5х4) (К. Редлихс, Л. Дарзинш) 22:45 — Херберт Васиљев (Г. Пујац) |                  | Судије Тим Пил Јури Рен Линијске судије Андре Шредер Марк Велер |
| 8 мин | Искључења               | 8 мин                                                                                   |                  | Судије Тим Пил Јури Рен Линијске судије Андре Шредер Марк Велер |
| 39 | Шутеви на гол           | 20                                                                                      |                  | Судије Тим Пил Јури Рен Линијске судије Андре Шредер Марк Велер |

| 14. фебруар 2014. 16:30 | Шведска | 1 : 0 (0:0, 0:0, 1:0) | Швајцарска | Ледена дворана Бољшој, Сочи Посетилаца: 7.968 |

| Извор                                               | Извор            | Извор   | Извор     | Извор                                                                           |
| --------------------------------------------------- | ---------------- | ------- | --------- | ------------------------------------------------------------------------------- |
|                                                     | Хенрик Лундквист | Голмани | Рето Бера | Судије Мајк Лего Владимир Шиндлер Линијске судије Грег Деворски Сакари Суоминен |
| Данијел Алфредсон — 52:39 (Э. Карлсон, П. Берглунд) | 1:0              |         |           | Судије Мајк Лего Владимир Шиндлер Линијске судије Грег Деворски Сакари Суоминен |
| 4 мин                                               | Искључења        | 8 мин   |           | Судије Мајк Лего Владимир Шиндлер Линијске судије Грег Деворски Сакари Суоминен |
| 31                                                  | Шутеви на гол    | 26      |           | Судије Мајк Лего Владимир Шиндлер Линијске судије Грег Деворски Сакари Суоминен |

| 15. фебруар 2014. 21:00 | Швајцарска | 1 : 0 (0:0, 1:0, 0:0) | Чешка | Ледена дворана Бољшој, Сочи Посетилаца: 10.253 |

| Извор                                           | Извор         | Извор   | Извор           | Извор                                                                             |
| ----------------------------------------------- | ------------- | ------- | --------------- | --------------------------------------------------------------------------------- |
|                                                 | Јонас Хилер   | Голмани | Ондржеј Павелец | Судије Данијел Пихачек Кевин Полок Линијске судије Бред Ковачик Кристофер Вудворт |
| Симон Боденман — 14:10 (Д. Холенштајн, К. Роми) | 1:0           |         |                 | Судије Данијел Пихачек Кевин Полок Линијске судије Бред Ковачик Кристофер Вудворт |
| 10 мин                                          | Искључења     | 6 мин   |                 | Судије Данијел Пихачек Кевин Полок Линијске судије Бред Ковачик Кристофер Вудворт |
| 26                                              | Шутеви на гол | 26      |                 | Судије Данијел Пихачек Кевин Полок Линијске судије Бред Ковачик Кристофер Вудворт |

| 15. фебруар 2014. 21:00 | Шведска | 5 : 3 (1:1, 3:1, 1:1) | Летонија | Шајба арена, Сочи Посетилаца: 3.709 |

| Извор | Извор                          | Извор | Извор              | Извор                                                                    |
| --- | ------------------------------ | --- | ------------------ | ------------------------------------------------------------------------ |
| | Хенрик Лундквист               | Голмани | Кристер Гудлевскис | Судије Антоњин Јержабек Јан Волш Линијске судије Томи Џорџ Енди Макелман |
| Патрик Берглунд (5x4) — 15:50 (Э. Карлссон, А. Стин) Ерик Карлсон (5x4) — 22:45 (Н. Бекстрем, Д. Алфредсон) Даниел Алфредсон (5x4) — 36:14 (Д. Седин, А. Едлер) Џими Ериксон (5x4) — 38:47 (О. Екман-Ларсон, Ј. Силверберг) Александар Едлер — 52:20 (Д. Седин, М. Јохансон) | 1:0 1:1 1:2 :2 3:2 4:2 4:3 5:3 | 18:48 — Лаурис Дарзинш (Ј. Спруктс, К. Сотниекс) 21:22 — Јанис Спруктс (5x4) (К. Редлихс, М. Карсумс) 41:28 — Земгус Гиргенсонс (5x4) (К. Даугавинш, Р. Фрејбергс) |                    | Судије Антоњин Јержабек Јан Волш Линијске судије Томи Џорџ Енди Макелман |
| 12 мин | Искључења                      | 12 мин |                    | Судије Антоњин Јержабек Јан Волш Линијске судије Томи Џорџ Енди Макелман |
| 30 | Шутеви на гол                  | 23 |                    | Судије Антоњин Јержабек Јан Волш Линијске судије Томи Џорџ Енди Макелман |

| #  | Репрезентација | Ут | П | Ппр | Ипр | И | ГД | ГП | ГР | Бод |
| -- | -------------- | -- | - | --- | --- | - | -- | -- | -- | --- |
| 1. | Шведска        | 3  | 3 | 0   | 0   | 0 | 10 | 5  | +5 | 9   |
| 2. | Швајцарска     | 3  | 2 | 0   | 0   | 1 | 2  | 1  | +1 | 6   |
| 3. | Чешка          | 3  | 1 | 0   | 0   | 2 | 6  | 7  | −1 | 3   |
| 4. | Летонија       | 3  | 0 | 0   | 0   | 3 | 5  | 10 | −5 | 0   |

### Укупна табела након групне фазе
| Позиција | Репрезентација | Група | Позиција у групи | Бодови | Гол разлика | Постигнути голови | ИИХФ рејтинг |
| -------- | -------------- | ----- | ---------------- | ------ | ----------- | ----------------- | ------------ |
| 1Д       | Шведска        | Ц     | 1                | 9      | +5          | 10                | 1            |
| 2Д       | САД            | A     | 1                | 8      | +11         | 15                | 6            |
| 3Д       | Канада         | Б     | 1                | 8      | +9          | 11                | 5            |
| 4Д       | Финска         | Б     | 2                | 7      | +8          | 15                | 2            |
| 5Д       | Русија         | A     | 2                | 6      | +3          | 8                 | 3            |
| 6Д       | Швајцарска     | Ц     | 2                | 6      | +1          | 2                 | 7            |
| 7Д       | Чешка          | Ц     | 3                | 3      | −1          | 6                 | 4            |
| 8Д       | Словенија      | A     | 3                | 3      | −5          | 6                 | 17           |
| 9Д       | Аустрија       | Б     | 3                | 3      | −8          | 7                 | 15           |
| 10Д      | Словачка       | A     | 4                | 1      | −9          | 2                 | 8            |
| 11Д      | Летонија       | Ц     | 4                | 0      | −5          | 5                 | 11           |
| 12Д      | Норвешка       | Б     | 4                | 0      | −9          | 3                 | 9            |

## Елиминациона рунда
Елиминациони део такмичења одвијао се у четири фазе. Репрезентације које нису избориле директан пласман у четвртфинале кроз групну фазу, њих укупно 8 учествовало је у баражу, Победници баража наставили су такмичење даље у четвртфиналу, док су поражене екипе завршиле своје учешће на олимпијском турниру.
|  | Бараж | Бараж      | Бараж   |           |   | Четвртфинале | Четвртфинале | Четвртфинале |  |    | Полуфинале         | Полуфинале         | Полуфинале         |                    |   | Утакмица за злато | Утакмица за злато | Утакмица за злато |
|  |       |            |         |           |   |              |              |              |  |    |                    |                    |                    |                    |   |                   |                   |                   |
|  |       |            |         |           |   |              |              |              |  |    |                    |                    |                    |                    |   |                   |                   |                   |
|  |       | 1D         | Шведска | 5         |   |              |              |              |  |    |                    |                    |                    |                    |   |                   |                   |                   |
|  |       |            |         | 5         |   |              |              |              |  |    |                    |                    |                    |                    |   |                   |                   |                   |
|  |       |            | E4      | Словенија | 0 |              |              |              |  |    |                    |                    |                    |                    |   |                   |                   |                   |
|  | 8Д    | Словенија  | E4      | Словенија | 0 | 4            |              |              |  |    |                    |                    |                    |                    |   |                   |                   |                   |
|  | 8Д    | Словенија  |         |           |   | 4            |              |              |  |    |                    |                    |                    |                    |   |                   |                   |                   |
|  | 9Д    | Аустрија   | 0       |           |   |              |              |              |  |    |                    |                    |                    |                    |   |                   |                   |                   |
|  | 9Д    | Аустрија   | 0       |           |   |              |              |              |  | Ф1 | Шведска            | 2                  |                    |                    |   |                   |                   |                   |
|  |       |            |         |           |   |              |              |              |  | Ф1 | Шведска            | 2                  |                    |                    |   |                   |                   |                   |
|  |       | Ф4         | Финска  | 1         |   |              |              |              |  |    |                    |                    |                    |                    |   |                   |                   |                   |
|  |       | Ф4         | Финска  | 1         |   |              |              |              |  |    |                    |                    |                    |                    |   |                   |                   |                   |
|  |       |            |         |           |   |              |              |              |  |    |                    |                    |                    |                    |   |                   |                   |                   |
|  |       |            |         |           |   |              |              |              |  |    |                    |                    |                    |                    |   |                   |                   |                   |
|  |       | 4Д         | Финска  | 3         |   |              |              |              |  |    |                    |                    |                    |                    |   |                   |                   |                   |
|  |       |            |         | 3         |   |              |              |              |  |    |                    |                    |                    |                    |   |                   |                   |                   |
|  |       |            | E1      | Русија    | 1 |              |              |              |  |    |                    |                    |                    |                    |   |                   |                   |                   |
|  | 5Д    | Русија     | E1      | Русија    | 1 | 4            |              |              |  |    |                    |                    |                    |                    |   |                   |                   |                   |
|  | 5Д    | Русија     |         |           |   | 4            |              |              |  |    |                    |                    |                    |                    |   |                   |                   |                   |
|  | 12Д   | Норвешка   | 0       |           |   |              |              |              |  |    |                    |                    |                    |                    |   |                   |                   |                   |
|  | 12Д   | Норвешка   | 0       |           |   |              |              |              |  |    |                    |                    |                    |                    |   | Шведска           | 0                 |                   |
|  |       |            |         |           |   |              |              |              |  |    |                    |                    |                    |                    |   | Шведска           | 0                 |                   |
|  |       |            | Канада  | 3         |   |              |              |              |  |    |                    |                    |                    |                    |   |                   |                   |                   |
|  |       |            | Канада  | 3         |   |              |              |              |  |    |                    |                    |                    |                    |   |                   |                   |                   |
|  |       |            |         |           |   |              |              |              |  |    |                    |                    |                    |                    |   |                   |                   |                   |
|  |       |            |         |           |   |              |              |              |  |    |                    |                    |                    |                    |   |                   |                   |                   |
|  |       | 3Д         | Канада  | 2         |   |              |              |              |  |    | Утакмица за бронзу | Утакмица за бронзу | Утакмица за бронзу | Утакмица за бронзу |   |                   |                   |                   |
|  |       |            |         | 2         |   |              |              |              |  |    | Утакмица за бронзу | Утакмица за бронзу | Утакмица за бронзу | Утакмица за бронзу |   |                   |                   |                   |
|  |       |            | E2      | Летонија  | 1 |              |              |              |  |    |                    |                    |                    |                    |   |                   |                   |                   |
|  | 6Д    | Швајцарска | E2      | Летонија  | 1 | 1            |              |              |  |    |                    |                    |                    | Финска             | 5 |                   |                   |                   |
|  | 6Д    | Швајцарска |         |           |   | 1            |              |              |  |    |                    |                    |                    | Финска             | 5 |                   |                   |                   |
|  | 11Д   | Летонија   | 3       |           |   |              |              |              |  |    |                    |                    |                    |                    |   |                   | САД               | 0                 |
|  | 11Д   | Летонија   | 3       |           |   |              |              |              |  | Ф3 | Канада             | 1                  |                    |                    |   |                   | САД               | 0                 |
|  |       |            |         |           |   |              |              |              |  | Ф3 | Канада             | 1                  |                    |                    |   |                   |                   |                   |
|  |       | Ф2         | САД     | 0         |   |              |              |              |  |    |                    |                    |                    |                    |   |                   |                   |                   |
|  |       | Ф2         | САД     | 0         |   |              |              |              |  |    |                    |                    |                    |                    |   |                   |                   |                   |
|  |       |            |         |           |   |              |              |              |  |    |                    |                    |                    |                    |   |                   |                   |                   |
|  |       |            |         |           |   |              |              |              |  |    |                    |                    |                    |                    |   |                   |                   |                   |
|  |       | 2Д         | САД     | 5         |   |              |              |              |  |    |                    |                    |                    |                    |   |                   |                   |                   |
|  |       |            |         | 5         |   |              |              |              |  |    |                    |                    |                    |                    |   |                   |                   |                   |
|  |       |            | E3      | Чешка     | 2 |              |              |              |  |    |                    |                    |                    |                    |   |                   |                   |                   |
|  | 7Д    | Чешка      | E3      | Чешка     | 2 | 5            |              |              |  |    |                    |                    |                    |                    |   |                   |                   |                   |
|  | 7Д    | Чешка      |         |           |   | 5            |              |              |  |    |                    |                    |                    |                    |   |                   |                   |                   |
|  | 10Д   | Словачка   | 3       |           |   |              |              |              |  |    |                    |                    |                    |                    |   |                   |                   |                   |

### Бараж за четвртфинале
У баражу за четвртфинале су учествовале екипе које су у збирној табели биле пласиране од 5. до 12. места. Парови баража одређени су на основу пласмана, односно петопласирани са последњим, шестопласирани са 11. и тако редом. Победници баража такмичење су наставили у четвртфиналу, док су поражене екипе завршиле учешће на турниру, а њихов коначни пласман одређен је на основу укупног учинка.
| 18. фебруар 2014. 12:00 | Словенија | 4 : 0 (2:0, 1:0, 1:0) | Аустрија | Ледена дворана Бољшој, Сочи Посетилаца: 6.821 |

| Извор | Извор           | Извор   | Извор                                 | Извор                                                                           |
| --- | --------------- | ------- | ------------------------------------- | ------------------------------------------------------------------------------- |
| | Роберт Кристан  | Голмани | 00:00-56:40 Матијас Ланге 57:02-60:00 | Судије Дејв Џексон Владимир Шиндлер Линијске судије Томи Џорџ Кристофер Вудворт |
| Анже Копитар (5х4) — 05:29 (Ж. Јеглич, М. Родман) Јан Урбас (4х5) — 11:57 (С. Ковачевич) Сабахудин Ковачевић — 23:21 (Д. Родман, Ј. Мушак) Јан Муршак — 57:02 (Д. Родман) | 1:0 2:0 3:0 4:0 |         |                                       | Судије Дејв Џексон Владимир Шиндлер Линијске судије Томи Џорџ Кристофер Вудворт |
| 6 мин | Искључења       | 10 мин  |                                       | Судије Дејв Џексон Владимир Шиндлер Линијске судије Томи Џорџ Кристофер Вудворт |
| 35 | Шутеви на гол   | 30      |                                       | Судије Дејв Џексон Владимир Шиндлер Линијске судије Томи Џорџ Кристофер Вудворт |

| 18. фебруар 2014. 16:30 | Русија | 4 : 0 (0:0, 2:0, 2:0) | Норвешка | Ледена дворана Бољшој, Сочи Посетилаца: 11.423 |

| Извор | Извор            | Извор   | Извор                               | Извор                                                                          |
| --- | ---------------- | ------- | ----------------------------------- | ------------------------------------------------------------------------------ |
| | Сергей Бобровски | Голмани | 00:00-57:40 Ларс Хауген 58:53-60:00 | Судије Даниел Пихачек Кевин Полок Линијске судије Енди Макелман Мирослав Валах |
| Александар Радулов — 24:12 (П. Дацјук) Иља Коваљчук — 37:11 (А. Радулов, П. Дацјук) Александар Радулов (en) — 58:53 (П. Дацјук) Алексеј Терешћенко — 59:20 (В. Тихонов, В. Тарасенко) | 1:0 2:0 3:0 4:0  |         |                                     | Судије Даниел Пихачек Кевин Полок Линијске судије Енди Макелман Мирослав Валах |
| 2 мин | Искључења        | 6 мин   |                                     | Судије Даниел Пихачек Кевин Полок Линијске судије Енди Макелман Мирослав Валах |
| 31 | Шутеви на гол    | 22      |                                     | Судије Даниел Пихачек Кевин Полок Линијске судије Енди Макелман Мирослав Валах |

| 18. фебруар 2014. 21:00 | Швајцарска | 1 : 3 (0:2, 1:0, 0:1) | Летонија | Ледена дворана Бољшој, Сочи Посетилаца: 7.912 |

| Извор                         | Извор                               | Извор | Извор            | Извор                                                               |
| ----------------------------- | ----------------------------------- | --- | ---------------- | ------------------------------------------------------------------- |
|                               | Јонас Хилер 00:00-58:52 59:00-60:00 | Голмани | Едгарс Масалскис | Судије Мајк Лего Јури Рен Линијске судије Бред Ковачик Андре Шредер |
| Мартин Плус — 35:01 (Р. Сури) | 0:1 0:2 1:2 1:3                     | 08:38 — Оскар Бартулис (К. Даугавинш, Е. Гиргенсонс) 11:19 — Лаурис Дарзинш (5x4) (М. Редлихс) 59:00 — Лаурис Дарзинш (В. Павлов, Е. Масалскис) |                  | Судије Мајк Лего Јури Рен Линијске судије Бред Ковачик Андре Шредер |
| 4 мин                         | Искључења                           | 2 мин |                  | Судије Мајк Лего Јури Рен Линијске судије Бред Ковачик Андре Шредер |
| 33                            | Шутеви на гол                       | 22 |                  | Судије Мајк Лего Јури Рен Линијске судије Бред Ковачик Андре Шредер |

| 18. фебруар 2014. 12:00 | Чешка | 5 : 3 (3:0, 1:1, 1:2) | Словачка | Шајба арена, Сочи Посетилаца: 3.628 |

| Извор | Извор                           | Извор | Извор                            | Извор                                                                        |
| --- | ------------------------------- | --- | -------------------------------- | ---------------------------------------------------------------------------- |
| | Ондржеј Павелец                 | Голмани | 00:00-59:17 Јан Лацо 59:21-60:00 | Судије Тим Пил Маркус Винерборг Линијске судије Луни Камерон Сакари Суоминен |
| Алеш Гемски (5х4) — 06:53 (Т. Каберле, Ј. Ворачек) Роман Червенка — 07:22 (Ј. Јагр, Т. Плеканец) Давид Крејчи (5х4) — 17:03 (Т. Каберле) Роман Червенка — 35:41 Томаш Плеканец — 59:21 (Д. Крејчи, М. Жидлицки) | 1:0 2:0 3:0 4:0 4:1 4:2 4:3 5:3 | 38:57 — Маријан Хосса (А. Секера, М. Гандзуш) 47:20 — Маријан Хоса (Т. Татар, М. Гандзуш) 48:51 — Томаш Сурови (А. Секера, М. Бартович) |                                  | Судије Тим Пил Маркус Винерборг Линијске судије Луни Камерон Сакари Суоминен |
| 2 мин | Искључења                       | 10 мин |                                  | Судије Тим Пил Маркус Винерборг Линијске судије Луни Камерон Сакари Суоминен |
| 29 | Шутеви на гол                   | 32 |                                  | Судије Тим Пил Маркус Винерборг Линијске судије Луни Камерон Сакари Суоминен |

### Четвртфинале
Директан пласман у четвртфинале обезбедиле су четири најбоље селекције из групне фазе и оне су играле против једног од победника баража. Екипе које су поражене у овој фази такмичења пласиране су на позиције од 5. до 8. места на основу укупних резултата. Највеће изненађење четврфинала био је пораз селекције домаћина Русије који је важио за једног од фаворита турнира.
| 19. фебруар 2014. 12:00 | Шведска | 5 : 0 (1:0, 0:0, 4:0) | Словенија | Ледена дворана Бољшој, Сочи Посетилаца: 7.325 |

| Извор | Извор               | Извор   | Извор          | Извор                                                                      |
| --- | ------------------- | ------- | -------------- | -------------------------------------------------------------------------- |
| | Хенрик Лундквист    | Голмани | Роберт Кристан | Судије Бред Мајер Владимир Шиндлер Линијске судије Крис Карлсон Марк Велер |
| Александар Стин (5х4) — 18:50 (Д. Алфредсон, Е. Карлсон) Даниел Седин — 41:42 (Л. Ерикссон) Луи Ериксон — 48:04 (Н. Бекстрем, Џ. Одуја) Карл Хагелин — 51:27 (Н. Крунвал, Џ. Ериксон) Карл Хагелин — 56:10 (Е. Карлсон) | 1:0 2:0 3:0 4:0 5:0 |         |                | Судије Бред Мајер Владимир Шиндлер Линијске судије Крис Карлсон Марк Велер |
| 8 мин | Искључења           | 8 мин   |                | Судије Бред Мајер Владимир Шиндлер Линијске судије Крис Карлсон Марк Велер |
| 38 | Шутеви на гол       | 19      |                | Судије Бред Мајер Владимир Шиндлер Линијске судије Крис Карлсон Марк Велер |

| 19. фебруар 2014. 16:30 | Финска | 3 : 1 (2:1, 1:0, 0:0) | Русија | Ледена дворана Бољшој, Сочи Посетилаца: 11.654 |

| Извор | Извор          | Извор                                  | Извор                                                        | Извор                                                                            |
| --- | -------------- | -------------------------------------- | ------------------------------------------------------------ | -------------------------------------------------------------------------------- |
| | Тука Раск      | Голмани                                | 00:00-26:42 — Семјон Варламов 26:42-58:54 — Сергеј Бобровски | Судије Кели Сатерленд Маркус Винерборг Линијске судије Грег Деворски Џеси Вилмот |
| Јухамати Алтонен — 9:18 (П. Кантиола) Тему Селјане — 17:38 (М. Гранлунд) Микаел Гранлунд (5x4) — 25:37 (Т. Селјане, К. Тимонен) | 0:1 :1 2:1 3:1 | 07:51 — Иља Коваљчук (5x4) (П. Дацјук) |                                                              | Судије Кели Сатерленд Маркус Винерборг Линијске судије Грег Деворски Џеси Вилмот |
| 6 мин | Искључења      | 8 мин                                  |                                                              | Судије Кели Сатерленд Маркус Винерборг Линијске судије Грег Деворски Џеси Вилмот |
| 22 | Шутеви на гол  | 38                                     |                                                              | Судије Кели Сатерленд Маркус Винерборг Линијске судије Грег Деворски Џеси Вилмот |

| 19. фебруар 2014. 21:00 | Канада | 2 : 1 (1:1, 0:0, 1:0) | Летонија | Ледена дворана Бољшој, Сочи Посетилаца: 9.825 |

| Извор                                                                    | Извор         | Извор                                         | Извор                                      | Извор                                                                |
| ------------------------------------------------------------------------ | ------------- | --------------------------------------------- | ------------------------------------------ | -------------------------------------------------------------------- |
|                                                                          | Кери Прајс    | Голмани                                       | 00:00-58:22 Кристер Гудлевскис 59:34-60:00 | Судије Тим Пил Јури Рен Линијске судије Бред Ковачик Сакари Суоминен |
| Патрик Шарп — 13:37 (Р. Неш) Ши Вебер (5x4) — 53:06 (Д. Даути, Д. Тејвс) | 1:0 1:1 2:1   | 15:41 — Лаурис Дарзинш (А. Кулда, Ј. Спруктс) |                                            | Судије Тим Пил Јури Рен Линијске судије Бред Ковачик Сакари Суоминен |
| 6 мин                                                                    | Искључења     | 6 мин                                         |                                            | Судије Тим Пил Јури Рен Линијске судије Бред Ковачик Сакари Суоминен |
| 57                                                                       | Шутеви на гол | 16                                            |                                            | Судије Тим Пил Јури Рен Линијске судије Бред Ковачик Сакари Суоминен |

| 19. фебруар 2014. 12:00 | САД | 5 : 2 (3:1, 1:0, 1:1) | Чешка | Шајба арена, Сочи Посетилаца: 4.606 |

| Извор | Извор                       | Извор                                   | Извор                                                    | Извор                                                                        |
| --- | --------------------------- | --------------------------------------- | -------------------------------------------------------- | ---------------------------------------------------------------------------- |
| | Џонатан Куик                | Голмани                                 | 00:00-29:31 Ондржеј Павелец 29:31-60:00 Александар Салак | Судије Константин Олењин Кевин Полок Линијске судије Дерек Амел Иван Дедјуља |
| Џејмс ван Римсдајк — 01:39 (Р. Кеслер, П. Кејн) Дастин Браун — 14:38 (Д. Бејкс, Р. Сутер) Дејвид Бејкс — 19:58 (Р. Сутер, Р. Макдона) Зак Париз (5х4) — 29:31 (Џ. Павелски, Р. Сутер) Фил Кесел — 42:01 (Р. Кеслер, К. Шатенкирк) | 1:0 1:1 2:1 3:1 4:1 5:1 5:2 | 04:31 — Алеш Хемски 53:00 — Алеш Хемски |                                                          | Судије Константин Олењин Кевин Полок Линијске судије Дерек Амел Иван Дедјуља |
| 2 мин | Искључења                   | 6 мин                                   |                                                          | Судије Константин Олењин Кевин Полок Линијске судије Дерек Амел Иван Дедјуља |
| 25 | Шутеви на гол               | 23                                      |                                                          | Судије Константин Олењин Кевин Полок Линијске судије Дерек Амел Иван Дедјуља |

### Полуфинале
| 21. фебруар 2014. 16:00 | Шведска | 2 : 1 (0:0, 2:1, 0:0) | Финска | Ледена дворана Бољшој, Сочи Посетилаца: 9.476 |

| Извор                                                                               | Извор            | Извор                            | Извор         | Извор                                                                    |
| ----------------------------------------------------------------------------------- | ---------------- | -------------------------------- | ------------- | ------------------------------------------------------------------------ |
|                                                                                     | Хенрик Лундквист | Голмани                          | Кари Лехтонен | Судије Константин Олењин Тим Пил Линијске судије Дерек Амел Крис Карлсон |
| Луи Ериксон — 31:39 (Ј. Ериксон, Н. Бэкстрем) Ерик Карлсон (5x4) — 36:26 (Д. Седин) | 0:1 :1 2:1       | 26:17 — Оли Јокинен (С. Ватанен) |               | Судије Константин Олењин Тим Пил Линијске судије Дерек Амел Крис Карлсон |
| 10 мин                                                                              | Искључења        | 4 мин                            |               | Судије Константин Олењин Тим Пил Линијске судије Дерек Амел Крис Карлсон |
| 25                                                                                  | Шутеви на гол    | 26                               |               | Судије Константин Олењин Тим Пил Линијске судије Дерек Амел Крис Карлсон |

| 21. фебруар 2014. 21:00 | САД | 0 : 1 (0:0, 0:1, 0:0) | Канада | Ледена дворана Бољшој, Сочи Посетилаца: 11.172 |

| Извор | Извор         | Извор                            | Извор      | Извор                                                                       |
| ----- | ------------- | -------------------------------- | ---------- | --------------------------------------------------------------------------- |
|       | Џонатан Куик  | Голмани                          | Кери Прајс | Судије Бред Мајер Кели Сатерленд Линијске судије Иван Дедјуља Грег Деворски |
|       | 0:1           | 24:41 — Џејми Бен (Џ. Боумистер) |            | Судије Бред Мајер Кели Сатерленд Линијске судије Иван Дедјуља Грег Деворски |
| 4 мин | Искључења     | 6 мин                            |            | Судије Бред Мајер Кели Сатерленд Линијске судије Иван Дедјуља Грег Деворски |
| 31    | Шутеви на гол | 37                               |            | Судије Бред Мајер Кели Сатерленд Линијске судије Иван Дедјуља Грег Деворски |

### Утакмица за бронзану медаљу
Утакмицу за бронзану медаљу која је одиграна 22. фебруара обележили су убедљива и сигурна победа репрезентације Финске и капитен победничког тима Тему Селене који је, поред тога што је постао најстарији освајач олимпијске медаље у хокеју у историји (43 године), оборио рекорд у броју постигнутих поена на олимпијским турнирима (укупно 43 поена на 5 учешћа).
Након што је прва трећина завршена без погодака, у другом минуту наставка у размаку од само 11 секунди Тему Селене и Јуси Јокинен доносе свом тиму великих 2:0. Финци су у наставку постигли још три гола (стрелци су били Хијетанен, Селене и Мете) и на убедљив начин осигурали нову олимпијску медаљу, укупно пета на последњих 6 олимпијских игара. Голман победничке екипе Тука Раск истакао се са укупно 27 одбрана.
| 22. фебруар 2014. 19:00 | САД | 0 : 5 (0:0, 0:2, 0:3) | Финска | Ледена дворана Бољшој, Сочи Посетилаца: 9.052 |

| Извор  | Извор               | Извор | Извор     | Извор                                                                      |
| ------ | ------------------- | --- | --------- | -------------------------------------------------------------------------- |
|        | Џонатан Куик        | Голмани | Тука Раск | Судије Константин Олењин Тим Пил Линијске судије Крис Карлсон Иван Дедјуља |
|        | 0:1 0:2 0:3 0:4 0:5 | 21:27 — Тему Селене (М. Гранлунд, Л. Корпикоски) 21:38 — Јуси Јокинен (Ј. Лехтера, П. Контиола) 46:10 — Јусо Хиетанен (Т. Руту, С. Леписто) 49:06 — Тему Селене (5x4) (М. Гранлунд, Л. Корпикоски) 53:09 — Оли Мата (5x4) (Ј. Лехтера, Ј. Јокинен) |           | Судије Константин Олењин Тим Пил Линијске судије Крис Карлсон Иван Дедјуља |
| 12 мин | Искључења           | 4 мин |           | Судије Константин Олењин Тим Пил Линијске судије Крис Карлсон Иван Дедјуља |
| 27     | Шутеви на гол       | 29 |           | Судије Константин Олењин Тим Пил Линијске судије Крис Карлсон Иван Дедјуља |

### Утакмица за златну медаљу
Велико финале мушког хокејашког турнира одиграно је 23. фебруара у Бољшој арени пред нешто више од 11.000 гледалаца. Главне судије су били Американац Бред Мајер и Канађанин Кели Сатерленд.
Канадски тим је до финала стигао захваљујући својој „челичној одбрани“ која је на претходних 5 утакмица примила само 3 гола, док је на другој страни била репрезентација Шведске која је до финала стигла такође без пораза.
Први погодак на утакмици постигао је центар канадске репрезентације Џонатан Тејвз у 13. минуту, уједно био је то и једини погодак у првој трећини. Канадска одбрана која је и у овој утакмици била непремостива препрека за противничке нападаче оставила је играче Шведске на свега 24 шута, а на утакмици се посебно истакао канадски голман Кери Прајс. Предност Канађана удвостручио је капитен Сидни Крозби који је у 36. минуту успео да обиђе голмана Лундквиста и погоди за 2:0. Био је то тек први погодак канадског капитена на овом олимпијском турниру, али и други гол у финалима олимпијских игара након што је у финалу Игара у Ванкуверу постигао одлучујући погодак против селекције Сједињених Држава. Коначан резултат утакмице Канада – Шведска 3:0 поставио је Крис Куниц на 11 минута пре краја трећег периода. Занимљиво је да су свој тројици стрелаца у овој утакмици то уједно били и први голови на целом олимпијском турниру.
Канада је на тај начин успешно одбранила титулу олимпијског победника и освојила своје укупно 9. олимпијско злато у мушком хокеју. Уједно био је то и први пут још након 1928. да је Канада турнир завршила без изгубљене утакмице. Директор канадске репрезентације Стив Ајзерман означио је одбрамбени део свог тима као најбољу дефанзивну формацију у историји канадског репрезентативног хокеја.
Директан пренос финалне утакмице у Канади је пратило преко 15 милиона људи, што је готово половина укупне популације земље.
| 23. фебруар 2014. 16:00 | Шведска | 0 : 3 (0:1, 0:1, 0:1) | Канада | Ледена дворана Бољшој, Сочи Посетилаца: 11.076 |

| Извор | Извор            | Извор                                                                               | Извор      | Извор                                                                     |
| ----- | ---------------- | ----------------------------------------------------------------------------------- | ---------- | ------------------------------------------------------------------------- |
|       | Хенрик Лундквист | Голмани                                                                             | Кери Прајс | Судије Бред Мајер Кели Сатерленд Линијске судије Дерек Амел Грег Деворски |
|       | 0:1 0:2 0:3      | 12:55 — Џонатан Тејвс (Џ. Картер, Ш. Вебер) 35:43 — Сидни Крозби 49:04 — Крис Куниц |            | Судије Бред Мајер Кели Сатерленд Линијске судије Дерек Амел Грег Деворски |
| 6 мин | Искључења        | 4 мин                                                                               |            | Судије Бред Мајер Кели Сатерленд Линијске судије Дерек Амел Грег Деворски |
| 24    | Шутеви на гол    | 36                                                                                  |            | Судије Бред Мајер Кели Сатерленд Линијске судије Дерек Амел Грег Деворски |

## Коначни пласман и признања

### Коначан пласман
Коначни пламан репрезентација:
| Место | Репрезентација |
| ----- | -------------- |
|       | Канада         |
|       | Шведска        |
|       | Финска         |
| 4.    | САД            |
| 5.    | Русија         |
| 6.    | Чешка          |
| 7.    | Словенија      |
| 8.    | Летонија       |
| 9.    | Швајцарска     |
| 10.   | Аустрија       |
| 11.   | Словачка       |
| 12.   | Норвешка       |

## Појединачна статистика

### Играчи са највише освојених поена
Списак 10 најуспешнијих играча по броју освојених поена (збир голова и асистенција):
| Позиција | Играч              | У | Г | A | П | Кмин | +/− |
| -------- | ------------------ | - | - | - | - | ---- | --- |
| 1.       | Фил Кесел          | 6 | 5 | 3 | 8 | 4    | +6  |
| 2.       | Ерик Карлсон       | 6 | 4 | 4 | 8 | 0    | +5  |
| 3.       | Микаел Гранлунд    | 6 | 3 | 4 | 7 | 4    | +3  |
| 4.       | Џејмс ван Римсдајк | 6 | 1 | 6 | 7 | 2    | +7  |
| 5.       | Михаел Грабнер     | 4 | 5 | 1 | 6 | 0    | −2  |
| 6.       | Дру Даути          | 6 | 4 | 2 | 6 | 0    | +4  |
| 7.       | Тему Селене        | 6 | 4 | 2 | 6 | 4    | +3  |
| 8.       | Александар Радулов | 5 | 3 | 3 | 6 | 4    | +4  |
| 9.       | Шеј Вебер          | 6 | 3 | 3 | 6 | 0    | +5  |
| 10.      | Павел Дацјук       | 5 | 2 | 4 | 6 | 0    | +3  |

Само три играча су успела да на једној утакмици остваре „хет-трик“ учинак (три гола), и то Михаел Грабнер (АУТ), Фил Кесел (САД) и Џеф Картер (КАН).
- Фил Кесел
- Ерик Карлсон
- Микаел Гранлунд
- Џејмс ван Римсдајк
- Михаел Грабнер
- Дру Даути

### Најбољи голмани
У статистику за најбоље голмане улазе они голмани који су одиграли најмање 40% од укупног броја минута свог тима, а рангирање је извршено на основу процентуалне успешности у одбранама:
| Позиција | Голман           | Минути | ПГ | ППГ  | О%   | Одбране | БПГ |
| -------- | ---------------- | ------ | -- | ---- | ---- | ------- | --- |
| 1.       | Кери Прајс       | 302:32 | 3  | 0,59 | 97,2 | 103     | 2   |
| 2.       | Јонас Хилер      | 179:09 | 2  | 0,67 | 97,1 | 66      | 2   |
| 3.       | Сергеј Бобровски | 157:12 | 3  | 1,15 | 95,2 | 60      | 1   |
| 4.       | Матијас Ланге    | 139:38 | 4  | 1,72 | 95,2 | 80      | 0   |
| 5.       | Едгарс Масалскис | 179:52 | 6  | 2,00 | 94,6 | 105     | 0   |

- Кери Прајс
- Јонас Хилер
- Сергеј Бобровски
- Матијас Ланге
- Едгарс Масалскис

## Састави освајача медаља
|                 | Злато | Сребро | Бронза |  |  |  |
|                 | | | |  |  |  |
| Освајачи медаља | Канада · Џејми Бен · Патрис Бержерон · Џеј Боумистер · Џеф Картер · Сидни Крозби · Дру Даути · Мет Душен · Рајан Гецлаф · Ден Хемјус · Данкан Кит · Крис Куниц · Роберто Луонго · Патрик Марло · Рик Неш · Кори Пери · Алекс Пјетранџело · Кери Прајс · Патрик Шарп · Мајк Смит · Мартен Сен-Луј · Пернел Карл Субан · Џон Таварес · Џонатан Тејвс · Марк Едуард Влашић · Ши Вебер | Шведска · Данијел Алфредсон · Никлас Бекстрем · Патрик Берглунд · Александар Едлер · Оливер Екман-Ларсон · Јонас Енрот · Јими Ериксон · Јонатан Ериксон · Луи Ерискон · Јонас Густавсон · Карл Хагелин · Никлас Јалмарсон · Маркус Јохансон · Ерик Карлсон · Никлас Кронвал · Маркус Кригер · Габријел Ландеског · Хенрик Лундквист · Густав Никвист · Џони Одуја · Данијел Седин · Јакоб Силфверберг · Александар Стин · Хенрик Талиндер · Хенрик Зетерберг | Финска · Јухамати Алтонен · Александар Барков · Микаел Гранлунд · Јусо Хијетанен · Јарко Имонен · Јуси Јокинен · Оли Јокинен · Лео Комаров · Сами Леписте · Петри Контиола · Лаури Корпикоски · Ласе Куконен · Јори Лехтере · Кари Лехтонен · Оли Мете · Анти Ниеми · Анти Пилстрем · Тука Раск · Туомо Руту · Сакари Сулминен · Сами Сало · Тему Селене · Кимо Тимонен · Оси Вененен · Сами Ватанен |  |  |  |